# Zhang Xiangsen
Zhang Xiangsen (张祥森S; 5 novembre 1972) è un ex sollevatore cinese che ha gareggiato nella categoria dei pesi mosca (fino a 54 kg).

## Carriera
Nel 1995 ha vinto la medaglia d'argento ai campionati asiatici di Busan e si è laureato campione del mondo ai campionati mondiali di Guangzhou.
Nel 1996, ai Giochi olimpici di Atlanta, ha vinto la medaglia d'argento alle spalle del turco Halil Mutlu e davanti al bulgaro Sevdalin Minčev.
Lo stesso anno ha vinto anche la medaglia d'oro ai campionati asiatici di Yachiyo.